# Pont-de-Salars (tổng)
Tổng Pont-de-Salars là một tổng thuộc tỉnh Aveyron trong vùng Occitanie.
Tổng này được tổ chức xung quanh Pont-de-Salars ở quận Rodez. Độ cao khu vực này dao động từ 513 m (Flavin) đến 984 m (Prades-Salars) với độ cao trung bình 712 m.

## Hành chính
| Giai đoạn | Ủy viên      | Đảng | Tư cách |
| --------- | ------------ | ---- | ------- |
| 1994-2011 | Alain Pichon | SE   |         |

## Các đơn vị trực thuộc
Tổng Pont-de-Salars gồm 8 xã với dân số 6 110 người (điều tra dân số năm 1999, dân số không tính trùng)
| Xã              | Dân số | Mã bưu chính | Mã insee |
| --------------- | ------ | ------------ | -------- |
| Agen-d'Aveyron  | 1 012  | 12630        | 12001    |
| Arques          | 123    | 12290        | 12010    |
| Canet-de-Salars | 379    | 12290        | 12050    |
| Flavin          | 1 936  | 12450        | 12102    |
| Pont-de-Salars  | 1 414  | 12290        | 12185    |
| Prades-Salars   | 293    | 12290        | 12188    |
| Trémouilles     | 504    | 12290        | 12283    |
| Le Vibal        | 449    | 12290        | 12297    |

## Biến động dân số
| 1962                                                     | 1968  | 1975  | 1982  | 1990  | 1999  |
| -------------------------------------------------------- | ----- | ----- | ----- | ----- | ----- |
| 4 869                                                    | 5 256 | 5 269 | 5 652 | 5 962 | 6 110 |
| Nombre retenu à partir de 1962 : dân số không tính trùng |       |       |       |       |       |